# Margarete Caroline Wolf
Margarete C. Hopkins (* 3. November  1911 in Milwaukee, Wisconsin; † 3. April 1998 in Madison) war eine US-amerikanische Mathematikerin und Hochschullehrerin.

## Leben und Werk
Wolf wurde als Tochter der aus Deutschland immigrierten Caroline Kupperian und eines amerikanischen Straßenbahnschaffners geboren. Nach dem Besuch der Jefferson School in Greenfield (Wisconsin) und der Bay View High School in Milwaukee, begann sie 1928 das Studium an der University of Wisconsin-Madison. Von 1930 bis 1932 erhielt sie das Fanny P. Lewis Stipendium, erlangte 1932 den Bachelor-Abschluss und 1933 den Master-Abschluss. Von 1932 bis 1934 war sie Stipendiatin, von 1934 bis 1935 wissenschaftliche Mitarbeiterin und promovierte 1935 wie ihre Schwester Louise Adelaide Wolf bei Mark Hoyt Ingraham. Der Titel ihrer Dissertation lautete: Symmetric Functions of Matrices. Sie arbeitete bis 1936 weiter als wissenschaftliche Mitarbeiterin, anschließend bis 1938 als Teilzeitlehrerin und wissenschaftlicher Mitarbeiterin. Von 1938 bis 1941 lehrte sie als Dozentin an der Wayne State University in Detroit. 1941 heiratete sie Edward John Hopkins, mit dem sie in New York City einen Sohn und eine Tochter bekam. Von 1942 bis 1944 unterrichtete sie am Hunter College. Von 1958 bis 1964 war sie am St. Joseph’s College New York Assistenzprofessorin, danach bis 1968 außerordentliche Professorin und von 1969 bis 1978 Professorin und Vorsitzende der mathematischen Abteilung. Nach dem Tod ihres Ehemannes lebte sie in Madison bei ihrer Tochter. 1997 nahm sie noch im Alter von fünfundachtzig Jahren mit der fünfundneunzig Jahre alten Mathematikerin Elizabeth Hirschfelder an der University of Wisconsin-Madison Mathematics PhD Centennial Conference teil.

## Mitgliedschaften
- Mathematical Association of America
- American Mathematical Society
- American Association for the Advancement of Science
- National Council of Teachers of Mathematics
- Sigma Delta Epsilon
- Phi Beta Kappa
- Sigma Xi

## Veröffentlichungen (Auswahl)
- 1936: Symmetric functions of non-commutative elements. Duke Math. J. 2
- 1937: mit M. H. Ingraham: Relative linear sets and similarity of matrices whose elements belong to a division algebra. Trans. Amer. Math. Soc. 42
- 1938:Transformation of bases for relative linear sets. Bull. Amer. Math. Soc. 44
- 1938: mit M. H. Ingraham: Convergence of a sequence of linear transformations. Amer. J. Math. 60